# Michael Flynn (Schauspieler)
Michael Lawrence Flynn (* 28. September 1947 in Meriden, Connecticut) ist ein US-amerikanischer Schauspieler, Filmproduzent und Filmregisseur. Er wirkt vor allem in Fernsehfilmproduktionen mit.

## Leben
Flynn wurde am 28. September 1947 in Meriden im US-Bundesstaat Connecticut geboren. Sein Vater war Agent der CIA. Daher lebte die Familie drei Jahre in Zypern. Er spricht fließend Französisch. Da er nach eigenen Aussagen unsportlich ist und daher keine Sportlerkarriere in Aussicht war, wurde er Schauspieler. Von 1970 bis 1973 studierte er an der Brigham Young University. Nach seinem College-Abschluss gründete er ein kleines Rundtheater im kalifornischen Santa Clara.
1981 gab Flynn in der Komödie Ich glaub’ mich knutscht ein Elch! sein Filmschauspieldebüt. 1988 spielte er im Horrorfilm Halloween IV – Michael Myers kehrt zurück die Rolle des Deputy Pierce. 
Von 1998 bis 1999 wirkte er in fünf Episoden der Fernsehserie Ein Wink des Himmels in der Rolle des Principal Vincent Peters mit. Von 2002 bis 2003 stellte er in acht Episoden der Fernsehserie Everwood die Rolle des James Hart dar. 2003 wirkte er in The Book of Mormon Movie, Vol. 1: The Journey in der Rolle des Laban mit. 2006 war er in Ich werde immer wissen, was du letzten Sommer getan hast in der Rolle des Sheriff Davis zu sehen. 2014 spielte er im Fantasyfilm Mythica – Weg der Gefährten die Rolle des Vagamal. 2018 wirkte er in sechs Episoden der Fernsehserie The Outpost in der Rolle des General Calkussar mit und war im selben Jahr im Film Knights of the Witch in der Rolle des Scipio zu sehen. Sein Schaffen für Film und Fernsehen umfasst mehr als 120 Produktionen.
Neben dem Schauspiel ist er auch als Regisseur und Produzent tätig. Daneben bietet er Workshops in Schauspiel an.

## Filmografie (Auswahl)

### Schauspiel
- 1981: Ich glaub’ mich knutscht ein Elch! (Stripes)
- 1982: Und Savannah lächelt (Savannah Smiles)
- 1984: Footloose
- 1984: Aufs Kreuz gelegt (Scorned and Swindled, Fernsehfilm)
- 1986: Der einsame Kämpfer (Choke Canyon)
- 1987: The Survivalist
- 1987: Weihnachten mit einem Tramp (A Hobo’s Christmas, Fernsehfilm)
- 1988: Das oberste Gebot (Evil in Clear River, Fernsehfilm)
- 1988: Fight Back – Ein Mann rechnet ab (Stranger on My Land, Fernsehfilm)
- 1988: Matlock (Fernsehserie, Episode 2x18)
- 1988: Der Werwolf kehrt zurück (Werewolf, Fernsehserie, Episode 1x27)
- 1988: Halloween IV – Michael Myers kehrt zurück (Halloween 4: The Return of Michael Myers)
- 1988: Perry Mason: Die Tote im See (Perry Mason: The Case of the Lady in the Lake, Fernsehfilm)
- 1989: Aus Liebe und Verzweiflung (Desperate for Love, Fernsehfilm)
- 1989: Das Model und der Schnüffler (Moonlighting, Fernsehserie, Episode 5x07)
- 1989: Teen Engels Rückkehr (Teen Angel Returns, Fernsehserie)
- 1989: Jeanny und der Weihnachtsmann (It Nearly Wasn’t Christmas, Fernsehfilm)
- 1989: Blinde Zeugin (Blind Witness, Fernsehfilm)
- 1989: A More Perfect Union: America Becomes a Nation
- 1990: 24 Stunden in seiner Gewalt (Desperate Hours)
- 1991: Love Kills (Fernsehfilm)
- 1992: The Boys of Twilight (Fernsehserie, Episode 1x05)
- 1992: Killer im Kreißsaal (Deliver Them from Evil: The Taking of Alta View, Fernsehfilm)
- 1992: Spiel der Patrioten (The President’s Child, Fernsehfilm)
- 1992: The Lamb of God (Kurzfilm)
- 1993: Blind Love (The Man with Three Wives, Fernsehfilm)
- 1993: Crossroads (Fernsehserie, Episode 1x08)
- 1993: Wilde Kastanien (A Home of Our Own)
- 1993: Der magische Papagei (The Goodbye Bird)
- 1994: Rockwell
- 1994–2001: Ein Hauch von Himmel (Touched by an Angel, Fernsehserie, 6 Episoden, verschiedene Rollen)
- 1995: Amnesie – Mörderische Erinnerung (In the Shadow of Evil)
- 1995: Schrecken der Vergangenheit (Out of Annie’s Past, Fernsehfilm)
- 1995: Mein Super-Dad! (Just Like Dad, Fernsehfilm)
- 1995: Ärztinnen – Auf Leben und Tod (Nothing Lasts Forever, Fernsehfilm)
- 1995: Love and Terror (It Was Him or Us, Fernsehfilm)
- 1995: Zeit der Bewährung (Breaking Free)
- 1996: In the Blink of an Eye (Fernsehfilm)
- 1996: Schläge ins Herz (Unforgivable, Fernsehfilm)
- 1996: Unabomber – Die Bestie des Terrors (Unabomber: The True Story, Fernsehfilm)
- 1996: Der Sieg der Zeitungsjungs (The Paper Brigade, Fernsehfilm)
- 1997: Asteroid – Tod aus dem All (Asteroid, Fernsehfilm)
- 1997: Schwarze Messen auf dem Kampus (Dying to Belong, Fernsehfilm)
- 1997: Mordmotiv: Mutterliebe (Mother Knows Best, Fernsehfilm)
- 1997: Todesschüsse im Klassenzimmer (Detention: The Siege at Johnson High, Fernsehfilm)
- 1997: Address Unknown
- 1997: Im Bann des Terrors (Divided by Hate, Fernsehfilm)
- 1998: Skyjacker – Jagd in den Wolken (The Perfekt Getaway, Fernsehfilm)
- 1998: Schwarze Tränen (No Laughing Matter, Fernsehfilm)
- 1998: Im Netz der schwarzen Witwe (Before He Wakes, Fernsehfilm)
- 1998: Das Glück hat sieben Augen (Money Play$, Fernsehfilm)
- 1998: Walker, Texas Ranger (Fernsehserie, Episode 7x09)
- 1998–1999: Ein Wink des Himmels (Promised Land, Fernsehserie, 5 Episoden)
- 1999: Beyond the Prairie: The True Story of Laura Ingalls Wilder (Fernsehfilm)
- 1999: Mit hohem Einsatz (The Runner)
- 1999: Freunde bis in den Tod – End of Innocence (Blue Ridge Fall)
- 2000: Dem Herzen entrissen (Stolen from the Heart, Fernsehfilm)
- 2000: Partners in Crime
- 2000: Am Anfang war ein Mord (Stranger Than Fiction)
- 2000: The Testaments of One Fold and One Shepherd
- 2000: Ein dunkler Geist (The Darkling, Fernsehfilm)
- 2000–2001: Es geschah in Boulder (Perfect Murder, Perfect Town, Miniserie)
- 2001: Cover Me: Based on the True Life of an FBI Family (Fernsehserie, Episode 1x16)
- 2002: Con Express
- 2002–2003: Everwood (Fernsehserie, 8 Episoden)
- 2003: The Book of Mormon Movie, Vol. 1: The Journey
- 2004: The Home Teachers
- 2004: Edge of America (Fernsehfilm)
- 2004: The Best Two Years
- 2004: Halloweentown High School (Halloweentown High)
- 2004: Paradise (Fernsehfilm)
- 2006: Ich werde immer wissen, was du letzten Sommer getan hast (I’ll Always Know What You Did Last Summer)
- 2006: Lightspeed (Fernsehfilm)
- 2007: Das Geheimnis der kleinen Farm (The Last Sin Eater)
- 2007: The Dance
- 2007: Believe
- 2007: Heber Holiday
- 2008: The Writers’ Block (Fernsehserie, Episode 1x02)
- 2008: Blank Slate (Fernsehfilm)
- 2008: Friends for Life
- 2009: The Adventures of Dash Dawson (Kurzfilm)
- 2009: Father Forgive Me (Kurzfilm)
- 2009: The Cell 2
- 2009: Blue Sweater (Kurzfilm)
- 2010: Justin Time
- 2011: 17 Miracles
- 2011: Joseph Smith: Plates of Gold
- 2012: Hellespont (Kurzfilm)
- 2012: Einsatz auf vier Pfoten 2 – Das Weihnachtsmärchen geht weiter (12 Dogs of Christmas: Great Puppy Rescue)
- 2012: Doorway to Heaven
- 2012: Masque
- 2014: The Janus Project Preview (Kurzfilm)
- 2014: Der Weihnachtsdrache (The Christmas Dragon)
- 2014: Mythica – Weg der Gefährten (Mythica: A Quest for Heroes)
- 2015: Don Verdean – Der Zweck heiligt die Mittel (Don Verdean)
- 2015: Wild Horses
- 2015: Waffle Street
- 2015: Caged to Kill (Riot)
- 2015: Hilfe, ich habe Weihnachten geerbt! (Christmas Land, Fernsehfilm)
- 2016: The Hollow Point
- 2016: Code of Honor
- 2016: The Next Door (Kurzfilm)
- 2017: 626 Evolution
- 2017: Small Town Crime
- 2017: Joseph Smith: American Prophet
- 2018: Knights of the Witch (The Appearance)
- 2018: Little Women
- 2018: The Outpost (Fernsehserie, 6 Episoden)
- 2019: Red Letter (Kurzfilm)
- 2020: The Ogre (Kurzfilm)
- 2020: Yellowstone (Fernsehserie, Episode 3x07)
- 2020: Stay Out of the F**king Attic
- 2021: High School Musical: Das Musical: Die Serie (High School Musical: The Musical – The Series, Fernsehserie, Episode 2x02)
- 2021: Sweet Pecan Summer (Fernsehfilm)
- 2022: Freedom’s Path
- 2022: Cryo
- 2022: 30 Meetings/30 Days (Kurzfilm)
- 2022: General Hospital (Fernsehserie, Episode 1x15120)
- 2023: A Sacrifice of All Things: The Story of St. George and its Temple (Sprechrolle)
- 2023: Chapter X
- 2024: Just the Two of Us

### Produktion
- 2004: The Best Two Years
- 2007: The Dance
- 2007: Heber Holiday
- 2008: Friends for Life
- 2011: Midway to Heaven
- 2015: Thorns (Kurzfilm)
- 2021: Faith.Hope.Love
- 2024: Just the Two of Us

### Regie
- 2011: Midway to Heaven
- 2015: Thorns (Kurzfilm)
- 2021: Faith.Hope.Love
- 2024: Just the Two of Us